# Lylian Guyonneau
Liliane Germaine "Lylian" Lecomte-Guyonneau (ur. 21 października 1921 w Dissay, zm. 9 maja 2004 w Les Verchers-sur-Layon) – francuska florecistka, czterokrotna medalistka mistrzostw świata.
Podczas mistrzostw świata w Monte Carlo w 1950 roku Francuzki w składzie: Jacqueline Baudot, Odette Drand, Renée Garilhe, Françoise Gouny i Lylian Guyonneau zdobyły złoty medal w zawodach drużynowych. W rywalizacji drużynowej zdobyła następnie złoty medal na mistrzostwach świata w Sztokholmie (1951, skład: Jacqueline Baudot, Odette Drand, Renée Garilhe, Francoise Gouny, Liliane Guyonneau i Thérèse Sanlaville) oraz srebrne na mistrzostwach świata w Kopenhadze (1952) i mistrzostwach świata w Londynie (1956).
Wystartowała również na igrzyskach olimpijskich w Helsinkach w 1952 roku, gdzie indywidualnie zajęła siódme miejsce. W rundzie finałowej przegrała sześć z siedmiu pojedynków. Był to jej jedyny start olimpijski.